# Fyvush Finkel
Philip (Fyvush) Finkel (New York, 9 oktober 1922 – aldaar, 14 augustus 2016 was een Amerikaans acteur. Hij won in 1994 een Primetime Emmy Award voor zijn bijrol als Douglas Wambaugh in de dramaserie Picket Fences. Voor diezelfde rol werd hij een jaar eerder ook al genomineerd voor een Primetime Emmy Award en volgde in 1995 een nominatie voor een Golden Globe.
Finkel kwam ter wereld in de Verenigde Staten als kind van een vader uit Warschau en een moeder uit Minsk. Zijn voornaam is eigenlijk Philip. Hij koos zelf voor de artiestennaam Fyvush, het Jiddische equivalent van Philip. Finkel trouwde in 1947 met Trudi Lieberman, met wie hij samenbleef tot aan haar overlijden in 2008. Samen kregen ze twee zonen, Ian en Elliot.
Hij werd begraven op het Montefiore Cemetery in Springfield Gardens (Queens).

## Filmografie
*Exclusief televisiefilms
- The Other Men in Black (2013)
- A Serious Man (2009)
- The Urn (2008)
- The Crew (2000)
- The Brave Little Toaster Goes to Mars (1998, stem)
- Nixon
- Die Schelme von Schelm (1995, voice-over Engelstalige versie)
- For Love or Money (1993)
- The Pickle (1993)
- Mobsters (1991)
- Q & A (1990)
- Brighton Beach Memoirs (1986)
- Seize the Day (1986)
- Off Beat (1986)
- Monticello, Here We Come (1950)

## Televisieseries
*Exclusief eenmalige verschijningen
- Boston Public - Harvey Lipschultz (2000-2004, 66 afleveringen)
- Early Edition - Phil Kazakian (1996-1999, twee afleveringen)
- Fantasy Island - Fisher (1998-1999, dertien afleveringen)
- Picket Fences - Douglas Wambaugh (1992-1996, 86 afleveringen)
- Aaahh!!! Real Monsters - Jackie Jarr/Jackie the Schtickman (1995, twee afleveringen)

- Bibliothèque nationale de France: cb15116734x (data)
- International Standard Name Identifier: 0000 0001 1463 9399
- Library of Congress Control Number: no2003029098
- MusicBrainz: f5dc8a88-8e65-49c8-8306-14abe9f6524c
- Nationale Bibliotheek van Israël: 987007312251505171
- Système universitaire de documentation: 157129160
- Virtual International Authority File: 161205617
- WorldCat: E39PBJm9fDKTp9w8wQWqkMBQMP